# Török Réka
Török Réka (Miskolc, 1991. december 28.–) Junior Prima díjas televíziós szerkesztő-riporter, műsorvezető.

## Élete
Általános- és középiskoláit Miskolcon végezte, a Fazekas Utcai Általános Iskolában, illetve a Herman Ottó Gimnáziumban, ahol angol és spanyol nyelvből felsőfokú nyelvvizsgát tett. 2013-ban diplomázott a Budapesti Kommunikációs és Üzleti Főiskola (ma Budapesti Metropolitan Egyetem) elektronikus sajtó szakirányán. 
A pályáját a Story4 TV-nél kezdte, szerkesztő-riporterként, Baló György, Siklós András és Bárdos András szárnyai alatt, ahol már akkor is a társadalmi problémák feltárásával foglalkozott. Ezt követően került a Hír TV-hez, ahol a menekültválság kirobbanása határozta meg szakmai irányultságát. Több mint egy éven keresztül fő tudósítóként követte figyelemmel a menekültek helyzetét, napi rendszerességgel jelentkezett be Magyarországról, Szerbiából, Szlovéniából, Horvátországból, Ausztrián át, egészen Németországig. Ezután került az RTL Klub Fókusz című magazinműsorhoz, ahol tovább folytatta a szocio-oknyomozó riportjait. 
2017-től az ATV Heti Napló Sváby Andrással című közéleti magazinműsort szerkesztette, ahol azóta is hétről-hétre dolgozza fel a lakosságot legérzékenyebben érintő témákat. A Hős utcában készült riportja akkora visszhangot keltett a politikában és a sajtóban is, hatására megkezdték a nyomortelep felszámolását. 2019-ben kezdődő és azóta is tartó oknyomozó-riportsorozata az egész országot megrázta. Kertész Ágnes története a közéleti figyelem középpontjába állította a családon belüli erőszakot, és annak lehetséges következményeit. Sokat foglalkozott a fogyatékkal élők problémáival, illetve a minden korosztályt érintő dizájnerdrogok megállíthatatlan terjedésével és felhasználási szokásaival, és áldozataival. Számos riportjában feltűnik a mélyszegénység, mint korunk társadalmának egyik legsúlyosabb tünete. Riportjait hetente többszázezren, esetenként több millióan követik figyelemmel. Mindemellett hírolvasó-műsorvezetőként rendszeres szereplője az ATV híradójának.

## Főbb műsorai
- Story4 TV – Hír24 Híradó szerkesztő–riporter
- Hír TV – Látótér, Panaszkönyv, Híradó szerkesztő–riporter
- RTL Klub – Fókusz, Fókusz Plusz: szerkesztő–riporter
- ATV – Heti Napló Sváby Andrással: szerkesztő–riporter, Híradó, műsorvezető

## Díjai és kitüntetései
- Junior Prima-díj (2020)[1]